# Коль в роли Фауста тебе не преуспеть
«Если с Фаустом вам не повезло…», или «Коль в роли Фауста тебе не преуспеть» (англ. If at Faust You Don't Succeed) — вторая часть трилогии о похождениях рыжего демона Аззи Эльбуба, написанная в соавторстве Робертом Шекли и Роджером Желязны.
В русском переводе книга также известна под названием «Коль с Фаустом тебе не повезло». Весьма вольное и оригинальное прочтение германского эпоса и произведения Гёте о докторе Фаусте, приправленное свойственным Шекли и Желязны юмором, ёрничанием, остроумием и вопросами о смысле жизни и месте человека в этом мире.

## Сюжет
Силы Света и силы Тьмы участвуют в Великом Тысячелетнем турнире за право распоряжаться судьбой человечества грядущие десять веков. Принято решение, что объект, вокруг которого и строился турнир — доктор Фауст.